# Joseph Guillemot
Joseph Guillemot, född 1 oktober 1899 i Le Dorat, död 9 mars 1975 i Paris, var en fransk friidrottare (långdistanslöpare).
Guillemot stred på Västfronten under första världskriget och fick där lungskador som en följd av att ha inandats senapsgas. Trots detta, och det faktum att hans hjärta var lokaliserat i den högra delen av bröstkorgen, klarade Guillemot att vinna regementsmästerskapen i terränglöpning 1918.
1919 blev han fransk militärmästare, även det i terränglöpning.
1920 vann Guillemot sitt första nationella mästerskap på 5 000 meter och kvalificerade sig därmed till OS i Antwerpen samma år.
När de olympiska tävlingarna startade 16 augusti 1920 vann Guillemot sitt kvalificeringsheat på 5000 meter utan större besvär, men i finalen dagen därpå väntade den store publikfavoriten - Finlands Paavo Nurmi. Denne hade lagt upp en egen taktik för att tidigt i loppet utmatta de två löparna som han ansåg vara de farligaste motståndarna, nämligen svenskarna Eric Backman och Rudolf Falk. Efter tre varv gick Nurmi till täten med en markant tempoökning. Bara Guillemot klarade att hänga på. Halvvägs i loppet övertog Guillemot täten och sprang sedan tämligen lätt ifrån finländaren på slutvarvet. I mål skilde det så mycket som fyra sekunder mellan löparna, då Nurmi joggade i mål som moloken tvåa. Backman knep bronsmedaljen före finländaren Teodor Koskenniemi.
På 10 000 meter den 20 augusti fick Guillemot dock sträcka vapen för Nurmi, som vann efter en rafflande kamp, där även britten James Wilson var inblandad. Silvermedaljen tillföll således fransmannen, medan Wilson fick bronset. Denna tävling var dramatisk eftersom loppet, på begäran från kung Albert tidigarelades med tre timmar, något som Guillemot fick reda på strax efter en stadig lunch. Han genomförde loppet trots magsmärtor och för stora skor.
Efter OS vann Guillemot det internationella terrängmästerskapet (inte godkänt som VM) individuellt och var starkt bidragande till att Frankrike vann lagtävlingen, både 1922 och 1926. Han blev fransk mästare på 5000 meter tre gånger, men deltog inte i OS på hemmaplan i Paris 1924 på grund av en kontrovers med det franska friidrottsförbundet.
Guillemot slog två världsrekord under karriären; på 2 000 meter med tiden 5.34,8 och på 3 000 meter med 8.42,2. Hans personliga rekord på de olympiska distanserna 5000 meter och 10 000 meter var 14.55,5 och 31.47,2, bägge satta i Antwerpen 1920.
Guillemot var storrökare, och avled i Paris 1975 vid 75 års ålder.